# Ближнее Чесночное
Ближнее Чесночное — село в Алексеевском районе (городском округе, с 2018) Белгородской области, входит в состав Мухоудеровского сельского поселения.

## Описание
Село расположено в восточной части области, на реке Тихая Сосна в 13 км к северо — востоку от районного центра, города Алексеевки. Ближайшая железнодорожная станция ЮВЖД — «94 км». 
| 2002 | 2010 |
| ---- | ---- |
| 164  | ↘125 |

Улицы и переулки
| - ул. Подгорная | - 1-й Подгорный пер. - 2-й Подгорный пер. - 3-й Подгорный пер. |

## История
Возникновение и название села связано с созданием укрепленных участков Белгородской черты по р. Тихой Сосне. Для перекрытия переправ (перелазов) через реку от набегов крымских и ногайских орд кочевников по проходившему в этой местности Кальмиусскому шляху, в воде затапливались брёвна «с гвоздьём дубовым частым», — «чесноки».
Упоминается в Памятной книжке Воронежской губернии за 1887 год как "Чесношный хуторъ къ селу Ольшану" Ольшанской волости Бирюченского уезда. Число жителей обоего пола — 440, число дворов — 65.
В 1859 году — Бирюченского уезда «хутор казенный Чесношный при реке Тихой Сосне» в 28 верстах от уездного города «по правую сторону большого почтового тракта от г. Бирюча до г. Острогожска» — семьдесят дворов, 640 жителей (317 мужского и 323 женского пола).
В документах конца 1950-х годов Ближнее Чесночное именуется уже хутором, но через десяток лет ему возвращают «статус» села. 
На 17 января 1979 года в с. Ближнем Чесночном Мухоудеровского сельсовета Алексеевского района проживало 399 человек, на 12 января 1989 г. — 248 (107 мужчин, 141 женщина); в 1994 г. — 225 человек. 
В 1997 году в с. Ближнем Чесночном Мухоудеровского сельского округа Алексеевского района — 119 домовладений.